# Linea U5 (metropolitana di Monaco di Baviera)
La linea U5 è una delle sei linee che compongono la metropolitana di Monaco di Baviera, a servizio dell'omonima città bavarese, in Germania. La linea è stata inaugurata il 10 marzo 1984 con il tratto che collega Westendstraße a Karlsplatz.
Attualmente è lunga 15,4 km e conta 19 stazioni; i due capolinea sono Laimer Platz e Neuperlach Süd.

## Percorso
Partendo dal capolinea di Laimer Platz, passa per Friedenheimer Straße e raggiunge Westendstraße, che è il capolinea della linea U4; da lì, condivide con quest'ultima il percorso fino a Max-Weber-Platz. Nonostante la stazione di Westendstraße non sia una stazione capolinea, esiste un terzo binario oltre la stazione, utilizzato dai treni della linea U4 per effettuare il cambio di direzione.
Da Max-Weber-Platz, la linea prosegue per Ostbahnhof, dove è possibile effettuare l'interscambio con le linee della S-Bahn (linee S1/S8); segue poi Innsbrucker Ring, dove è possibile effettuare l'interscambio con la linea U2.
Attraverso Michaelibad e Quiddestraße, i treni giungono a Neuperlach Zentrum, che è il centro della città satellite di Neuperlach, costruita tra gli anni sessanta e gli anni settanta. Passando poi per Therese-Giehse-Allee, si giunge al capolinea Neuperlach Süd, dove è possibile effettuare l'interscambio con la linea S6 del servizio della S-Bahn.
A sud di Neuperlach-Süd vi è un grande deposito (Betriebsanlage Süd) utilizzato per il ricovero dei treni che non possono essere portati a Fröttmaning.